# SIG-Sauer SSG 3000
SIG-Sauer SSG 3000 là loại súng bắn tỉa sử dụng thoi nạp đạn trượt do Đức và Thụy Sĩ cùng phát triển. Nó là loại súng bắn tỉa tiêu chuẩn và dùng nhiều trong lực lượng thi hành công vụ tại các nước châu Âu và Hoa Kỳ.
Loại súng này sử dụng loại đạn 7.62x51mm NATO với hộp đạn rời 5 viên. Hệ thống nhắm của súng là loại ống nhắm Hendsoldt 1.5-6 × 42 mm và không có điểm ruồi.